# Vretstorp
Vretstorp – miejscowość (tätort) w Szwecji, w regionie administracyjnym (län) Örebro, w gminie Hallsberg.
Według danych Szwedzkiego Urzędu Statystycznego liczba ludności wyniosła: 852 (31 grudnia 2015), 915 (31 grudnia 2018) i 902 (31 grudnia 2019).